# 陳諫 (蒙陰)
陳諫（1460年—？），字汝弼，山東青州府蒙陰縣人，軍籍，治《詩經》，明朝政治人物。

## 生平
山東鄉試第八名舉人。弘治六年（1493年）中式癸丑科三甲第五名進士。

## 家族
曾祖陳俸；祖父陳宗泰；父陳琰，伴讀。母李氏。